# Cidade da Arábia
Cidade da Arábia é um complexo de 1.860,000 metros quadrados, em desenvolvimento na Dubailand, em Dubai, Emirados Árabes Unidos. Encontra-se actualmente em construção e estará totalmente concluída até 2010.[carece de fontes?] Haverá quatro componentes na pequena cidade: Mall da Arabia, Restless Planet, Wadi Walk, e a Elite Towers. Incluirá também as escolas, escritórios, e outras necessidades. O Grupo Ilyas e Mustafa Galadari, o dono da obra, há planos de desenvolvimento para o link como o Metrô de Dubai.